# Waldbühne
Waldbühne – amfiteatr w Berlinie w Niemczech. Został zaprojektowany przez niemieckiego architekta Wernera Marcha. Wybudowany w latach 1934-1936 jako Dietrich-Eckart-Bühne (Dietrich Eckart Stage). Został otwarty w związku z Letnimi Igrzyskami Olimpijskimi w  roku 1936. Po II wojnie światowej był miejscem różnych imprez sportowych i kulturalnych, w tym pokazów filmowych, koncertów muzycznych, także zgromadzeń religijnych. Może pomieścić ponad 22 000 widzów. Znajduje się przy Friedrich-Friesen-Allee, na północny wschód od Glockenturmstraße.